# Vladimir Tkatchenko
Pour les articles homonymes, voir Tkatchenko.
Vladimir Piotrovitch Tkatchenko (en russe : Владимир Пётрович Ткаченко), né le 20 septembre 1957 à Golovinka, est un basketteur soviétique.

## Biographie
Il naît près de Sotchi, dans le kraï de Krasnodar, dans le sud-ouest de la RSFS de Russie. Il évolue tout d'abord à Kiev puis rejoint l'un des plus grands clubs du championnat d'URSS, le CSKA Moscou. Durant les années passées au CSKA, il est l'un élément majeur de son équipe dans la rivalité opposant le club de Moscou au Žalgiris Kaunas d'Arvydas Sabonis.
Avec la sélection soviétique, il remporte de nombreuses médailles internationale: un titre mondial et deux médailles d'argent en championnat du monde, trois titres européens et deux médailles d'argent en championnat d'Europe.

## Palmarès

### Club
compétitions nationales 
- Championnat d'URSS

### Sélection nationale
Jeux olympiques d'été
- Médaille de bronze des Jeux olympiques de 1976 à Montréal,  Canada
- Médaille de bronze des Jeux olympiques de 1980 à Moscou,  Union soviétique

Championnat du monde
- Médaille d'or du Championnat du monde 1982,  Colombie
- Médaille d'argent du Championnat du monde 1978,  Philippines
- Médaille d'argent du Championnat du monde 1986,  Espagne

Championnat d'Europe
- Médaille d'or du Championnat d'Europe 1979,  Italie
- Médaille d'or du Championnat d'Europe 1981,  Tchécoslovaquie
- Médaille d'or du Championnat d'Europe 1985,  Allemagne
- Médaille d'argent du Championnat d'Europe 1977,  Belgique
- Médaille d'argent du Championnat d'Europe 1987,  Grèce

## Distinction personnelle
- Meilleur joueur européen en 1979
- Oscar du basket-ball européen en 1979